# Гендель Емануїл Матвійович
Емануїл Матвійович Гендель (нар.1903 — пом.1994) — радянський інженер-будівельник, найбільший фахівець з перенесення споруд і випрямлення будівель, технолог реставраційних робіт. Відомий роботами з перенесення будівель на вулиці Горького (Тверській) у Москві, випрямлення мінаретів у Самарканді та дзвіниць у Ярославлі та Великих Вяземах.

## Роботи Генделя

### Метрополітен
- У 1933—1936 — начальник дільниці Мосметробуду з підведення фундаментів. Керував укріпленням фундаментів будівель поблизу ліній московського метро.
- 1960-ті — інженер-проектувальник, станція Войковська.

### Перенесення будівель
- 1935 — перенесення підстанції масою 320 тонн з Тверської на 2-у Брестську вулицю (не збереглася).
- З 1936 — головний інженер московського тресту з перенесення та розбирання будівель. Лише на вулиці Горького (Тверській) переніс 26 будівель. У повоєнні роки відбудовував промислові підприємства.
- 1937 — перенесення п'ятиповерхового житлового будинку № 77 по Садовницькій вулиці у зв'язку з переміщенням траси Садового кільця під час будівництва Великого Краснохолмського мосту. 88-метровий корпус, переміщений без відселення людей, зберігся частково — кутові секції будинку знищені вибухом побутового газу в 1967.
- 1939 — перенесення пам'ятника архітектури — Савинського подвір'я вглиб кварталу по Тверській без відселення мешканців. Будівлю масою в 23 тисячі тонн (найбільше перенесення у світовій практиці) було переміщено без відселення мешканців за одну ніч.
- 1940 — перенесення пам'ятника архітектури — будівлі Мосради — вглиб кварталу по Тверській.
- 1940 — перенесення пам'ятника архітектури — Очної лікарні — з Тверської в Мамонівський провулок. Складна операція з розворотом будівлі і насуванням на заздалегідь споруджений перший поверх.
- 1941 — перенесення будівель на Тверській.
- 1958 — перенесення п'ятиповерхових будівель на Комсомольському проспекті.
- 1975 — перенесення пам'ятника архітектури — павільйону «Октогон» — у садибі Студенець на Красній Пресні.

### Випрямлення історичних будівель
- 1954 — випрямлення дзвіниці в садибі Великі Вяземи (Голіцино, Московська область).
- 1958 — випрямлення дзвіниці храму Івана Предтечі в Толчковській слободі, Ярославль.
- 1965 — випрямлення мінарету медресе Улугбека в Самарканді.
- 1971 — зміцнення Потішного палацу в Московському Кремлі.
- 1972 — випрямлення мінарету мечеті Бібі Ханум в Самарканді.
- 1988 — остання робота Генделя — випрямлення 9-поверхової будівлі у Великому Афанасієвському провулку.

## Публікації
- Гендель Э.М. Передвижка, подъем и выпрямление сооружений. — М.: Стройиздат, 1975.
- Гендель Э.М. Инженерные работы при реставрации памятников архитектуры. — М.: Стройиздат, 1980.